# Carl Bengtström
Carl Bengtström (Landvetter, 13 januari 2000) is een Zweeds atleet die gespecialiseerd is in de 400 meter horden. Bengtström behaalde meerdere medailles op verschillende kampioenschappen. Hij deed mee aan de Olympische Zomerspelen van 2024.

## Persoonlijke records
Outdoor
- 100 meter – 10,70 (-0.9 m/s, Skara 2021)
- 200 meter – 20,95 (-1.1 m/s, Linköping 2021)
- 400 meter – 45,98 (Stockholm 2021)
- 800 meter – 1.51,85 (Gothenburg 2020)
- 400 meter horden – 48,53 (Bellinzona 2021)

Indoor
- 60 meter – 6,88 (Gothenburg 2021)
- 400 meter – 45,33 (Belgrade 2022)

- World Athletics: 14713427